# Schrankia arrhecta
Schrankia arrhecta là một loài bướm đêm trong họ Erebidae.